# Retornado

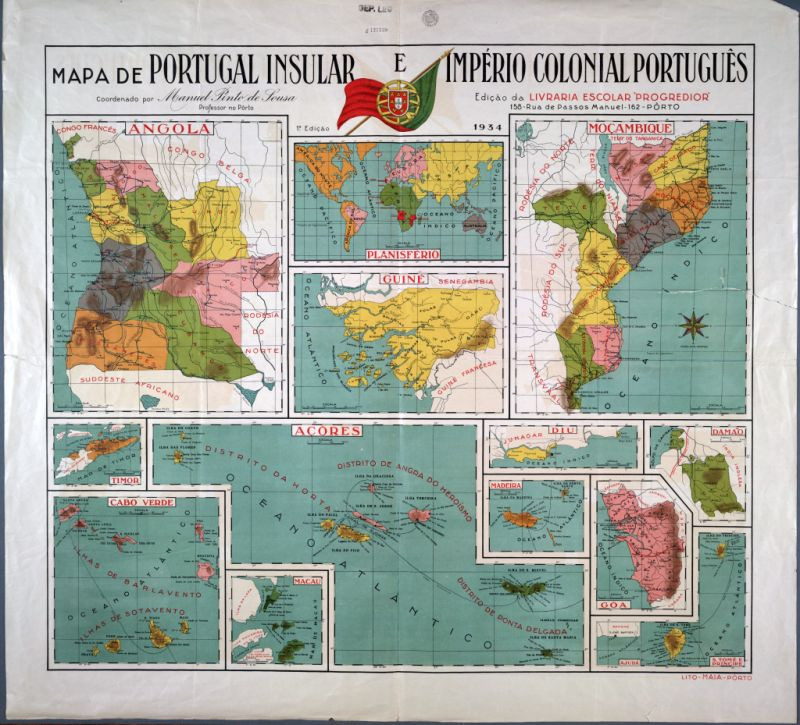
Kaart van Portugal's eilanden en zijn overzeese provincies

Retornado is een Portugese term die gegeven werd aan Portugese burgers die tussen 1974 en 1975, vlak voor de onafhankelijkheid van de Portugese overzeese provincies, hun toevlucht zochten in Portugal.

## Over de termretornados
In de koloniale periode werden niet-inheemse bewoners van de Portugese overzeese gebiedsdelen aangeduid als kolonisten, blanken, de blanke gemeenschap of mensen van Europese afkomst. Na de massale vlucht van deze groep mensen in 1974 en 1975 heerste er in Portugal verwarring hoe deze vluchtelingen genoemd moesten worden. Waren het ontheemden (desalojados) of repatrianten (regressados)? Waren het vluchtelingen (refugiados) of verdrevenen (deslocados)?
Uiteindelijk werd een nieuw woord gevonden: retornados, letterlijk: 'zij die terugkeerden' (namelijk naar het moederland Portugal). In werkelijkheid waren de meesten van hen in de voormalige Portugese overzeese provincies geboren of woonden daar al van kinds af aan.
Deze term wordt tot op de dag van vandaag gebruikt, ondanks dat het voor velen een pejoratieve en stigmatiserende connotatie heeft.

## Geschiedenis
In de loop van 1974 nam het aantal Portugezen die Mozambique en Angola verlieten snel toe. Een gevoel van onveiligheid, angst om hun leven en bezittingen te verliezen na het uitroepen van de onafhankelijkheid waren redenen om het land te verlaten waar ze geleefd en vaak ook geboren waren.
Vanaf juni 1975 werd een luchtbrug gevormd naar Portugal. In totaal zijn meer dan 400.000 mensen met 905 vluchten vervoerd naar Portugal. De Portugese regering heeft 70 % van de vluchten gefinancierd. Andere landen, waaronder de Verenigde Staten van Amerika (met 124 vluchten) en de Sovjet-Unie (30 vluchten), namen de resterende vluchten voor hun rekening. De laatste vlucht was op 3 november 1975, een week voor de onafhankelijkheid van Angola uitgeroepen werd.
Verder zijn 100.000 vluchtelingen per boot vertrokken door middel van in totaal 27 bootreizen.
In 1981 werd een balans opgemaakt: In totaal werden 505.078 vluchtelingen geregistreerd (5,1% van de toenmalige Portugese bevolking). De meeste vluchtelingen vertrokken uit Angola (61%) en Mozambique (34%). De overige 5% kwamen uit Guinee-Bissau en Sao Tomé en Principe. De meesten waren Portugezen (471.427), daarnaast ingezetenen van Portugees sprekende landen in Afrika (28.685) en andere niet-Portugezen (4.966).
Ook keerden ongeveer 100.500 Portugese militairen in diezelfde periode terug naar Portugal.
Behalve naar Portugal migreerden ook veel vluchtelingen naar andere bestemmingen, zoals naar Zuid-Afrika, Rhodesië, India, Brazilië en andere landen.
De Portugezen die per boot vluchtten namen in totaal duizenden kratten eigendommen met zich mee, die in eerste instantie opgeslagen werden in de haven van Alcântara, Lissabon. De meeste retornados in Portugal verhuisden naar gebieden waar ze konden steunen op familiebanden. Mensen werden ook tijdelijk ondergebracht in pensions en hotels die werden betaald door het Instituto de Apoio ao Retorno de Nacionais (IARN) (werkzaam van 1975 tot 1981). Verder verbleven retornados tijdelijk in het staatsvakantieoord INATEL aan de Costa da Caparica of in de gevangenis van Fort Peniche.

## Toepassingen van het woordretornados
Het woord retornados is ook van toepassing op de Tabom, dat zijn de bevrijde slaven in Brazilië ( Afro-Brazilianen) die in 1835-36 zijn teruggekeerd naar Ghana, Benin, Togo en Nigeria in Afrika.